# Dave Babych
David Michael „Dave“ Babych (* 23. Mai 1961 in Edmonton, Alberta) ist ein ehemaliger kanadischer Eishockeyspieler, -trainer und -funktionär, der im Verlauf seiner aktiven Karriere zwischen 1977 und 2000 unter anderem 1309 Spiele für die Winnipeg Jets, Hartford Whalers, Vancouver Canucks, Philadelphia Flyers und Los Angeles Kings in der National Hockey League auf der Position des Verteidigers bestritten hat. Seinen größten Karriereerfolg feierte Babych, der als Gesamtzweiter im NHL Entry Draft 1980 ausgewählt wurde und zweimal am NHL All-Star Game teilnahm, im Trikot der kanadischen Nationalmannschaft mit dem Gewinn der Silbermedaille bei der Weltmeisterschaft 1989. Sein älterer Bruder Wayne war ebenfalls professioneller Eishockeyspieler.

## Karriere
Dave Babych begann seine aktive Laufbahn bei den Fort Saskatchewan Traders in der Alberta Junior Hockey League, für die er in der Saison 1977/78 aktiv war. Anschließend schloss er sich den Portland Winter Hawks an und ging in den folgenden drei Jahren für deren Team in der kanadischen Top-Juniorenliga Western Hockey League aufs Eis. Babych, der aufgrund seiner Leistungen positiv aufgefallen und als bester Verteidiger der Saison 1979/80 mit der Bill Hunter Memorial Trophy ausgezeichnet worden war, wurde beim NHL Entry Draft 1980 in der ersten Runde an insgesamt zweiter Position von den Winnipeg Jets ausgewählt. Zur Saison 1980/81 wurde der Defensivakteur sogleich in den NHL-Kader der Jets aufgenommen. Während seiner Debütsaison absolvierte Babych 69 Partien für die Winnipeg Jets in der NHL und erzielte 44 Scorerpunkte. Nachdem zuvor die Qualifikation für die Play-offs noch klar verfehlt wurde, belegte die Mannschaft in der Spielzeit 1981/82 den dritten Rang in der Campbell Conference und sicherte sich somit den Einzug in die Endrunde. In vier Partien verlor das Team jedoch in der ersten Runde gegen die St. Louis Blues und Babych verbrachte 29 Strafminuten auf der Bank.
In den folgenden drei Jahren gelang dem Abwehrspieler mit den Jets jeweils der Einzug in die Play-offs, jedoch unterlag das Team drei Mal in Folge gegen die Edmonton Oilers. Während dieser Zeit stand er zwei Mal beim NHL All-Star Game für das Team der Campbell Conference All-Stars im Einsatz und verbuchte bei der Austragung 1983 und 1984 jeweils einen Treffer. Am 25. November 1985 wurde er in einem Tauschgeschäft zu den Hartford Whalers abgegeben, im Gegenzug ging Ray Neufeld nach Winnipeg. Auch in Hartford zählte der Defensivspieler stets zum Stammpersonal und qualifizierte sich mit den Whalers in sechs Jahren insgesamt fünf Mal für die Endrunde. Er fiel für beinahe die komplette Saison 1990/91 für den Spielbetrieb aus, da sich nach einer Verletzung am Handgelenk einer Operation unterziehen musste und als Folge lediglich acht Partien für die Whalers absolvierte. Babych wurden am 30. Mai 1991 im Expansion Draft von den Minnesota North Stars ausgewählt. Am 22. Juni 1991 wurde er in einem Tauschhandel zu den Vancouver Canucks transferiert und als Entschädigung Tom Kurvers zu den North Stars geschickt. In der Saison 1993/94 gelang ihm mit den Canucks der Einzug in die Finalspiele um den Stanley Cup und verlor die Serie gegen die New York Rangers knapp in sieben Partien.
In den darauffolgenden Spielzeiten konnte er mit der Mannschaft an diesen Erfolg nicht mehr anknüpfen und verfehlte drei Mal in Folge die Qualifikation für die Endrunde. Am 24. März 1998 gaben ihn die Canucks im Austausch für einen Draftpick an die Philadelphia Flyers ab. Dort stand Babych erstmals in seiner aktiven Laufbahn nicht als Stammspieler im Einsatz und erzielte vergleichsweise wenig Scorerpunkte. Nachdem er ein Jahr in Philadelphia verbracht hatte, folgte der nächste Tauschhandel. Er wurde zusammen mit einem Fünftrunden-Wahlrecht zu den Los Angeles Kings abgegeben und im Gegenzug Steve Duchesne zu den Flyers geschickt. Nachdem er acht Partien für die Kings absolviert und zwei Punkte erzielt hatte, wurde sein Vertrag zum Saisonende nicht verlängert. Babych blieb bis im Januar 2000 ein Free Agent und unterzeichnete daraufhin beim HC Ambrì-Piotta als spielender Co-Trainer. Der Abwehrspieler lief in drei Spielen für den Verein in der Nationalliga A aufs Eis und beendete nach Abschluss der Saison seine aktive Laufbahn.
Nach einer mehrjährigen Pause kehrte er für den Deutschland Cup 2008 als Assistenztrainer der kanadischen Nationalmannschaft hinter die Bande zurück. Zwischen 2009 und 2014 war Babych dann als Berater bei seinem Ex-Team Vancouver Canucks angestellt.

### International
Babych nahm mit der kanadischen Nationalmannschaft an den Weltmeisterschaften 1981 und 1989 teil. Sein größter Erfolg war dabei der Gewinn der Silbermedaille bei der Weltmeisterschaft 1989.

## Erfolge und Auszeichnungen
| - 1978 AJHL Most Outstanding Defenseman - 1978 AJHL Rookie of the Year - 1980 Bill Hunter Memorial Trophy | - 1980 WHL First All-Star Team - 1983 Teilnahme am NHL All-Star Game - 1984 Teilnahme am NHL All-Star Game |

### International
- 1989 Silbermedaille bei der Weltmeisterschaft

## Karrierestatistik

### International
Vertrat Kanada bei:
- Weltmeisterschaft 1981
- Weltmeisterschaft 1989

(Legende zur Spielerstatistik: Sp oder GP = absolvierte Spiele; T oder G = erzielte Tore; V oder A = erzielte Assists; Pkt oder Pts = erzielte Scorerpunkte; SM oder PIM = erhaltene Strafminuten; +/− = Plus/Minus-Bilanz; PP = erzielte Überzahltore; SH = erzielte Unterzahltore; GW = erzielte Siegtore; 1 Play-downs/Relegation; Kursiv: Statistik nicht vollständig)